# Hrvoje Vejić
Hrvoje Vejić (Metković, 8 de junho de 1977) é um zagueiro croata, que atualmente joga pelo Tom Tomsk.
Em 1998 ele iniciou sua carreira no futebol, na capital croata, com o NK Zagreb, onde jogou por três temporadas. Ele então passou quatro temporadas na Hajduk Split, onde tornou-se capitão do time antes de passar para o time russo FC Tom Tomsk.
Ele jogou quatro jogos pela Seleção Croata sub-21, entre 1998 e 1999, nos jogos de qualificação para o Campeonato Europeu de Futebol Sub-21 de 2000. Ele fez sua primeira aparição para o time sênior contra a Noruega, em um amistoso em 7 de fevereiro de 2007.
Apesar de não jogar um único minuto na campanha da Euro 2008, foi escolhida para participar do jogo final da 1º fase, onde ele recebeu um prêmio jogando 90 minutos, e vencendo por 1-0 sobre a Polônia.